# Puits Sainte-Barbe
Vous lisez un « bon article » labellisé en 2018.  Il fait partie d'un « thème de qualité ».
Le puits Sainte-Barbe est un ancien puits des houillères de Ronchamp situé à proximité des ballastières de Champagney (département de la Haute-Saône), dans l'Est de la France. Le puits est creusé à partir de 1854, il exploite la houille de 1860 à 1872 et sert à l'aérage du puits Sainte-Pauline de 1869 à 1884 avant d'être remblayé. Sa longévité et sa productivité sont moins importantes que celles des principaux puits d'extraction de la compagnie.
Le site du puits accueille des installations de sablière dans la seconde moitié XXe siècle. Un éphémère centre équestre a existé au début du XXIe siècle. Un panneau explicatif installé en 2017 évoque l'histoire des puits Sainte-Pauline et Sainte-Barbe.

## Fonçage
Le fonçage du puits commence le 1er juin 1854 à 835 mètres du puits Saint-Charles avec une section de 5,1 mètres sur 2,5 mètres. En septembre 1856, la profondeur est de 93,60 mètres. L’épuisement de l’eau (arrivée de 20 m3 par heure) se fait grâce à une machine à vapeur, composée d'un cylindre horizontal et d'engrenages, d'une puissance de dix chevaux,. Cette machine permet de mouvoir les pompes et de remonter les bennes de déblais tandis qu'un manège à chevaux sert à la descente du matériel et aux diverses manœuvres. Un cuvelage est installé dans la partie rectangulaire. À 25,70 mètres, le puits est de section circulaire de 3,20 mètres de diamètre. En septembre 1856, une machine à vapeur à traction directe de 12 chevaux accompagnée de pompes est commandée au Creusot pour l’épuisement ; ce matériel est opérationnel en juin 1857 et le fonçage reprend. La machine d'épuisement fonctionne à un rythme de sept ou huit coups par minute, mais est capable d’atteindre douze coups par minute en cas de besoin. L'eau est remontée par des tuyaux en tôle de 24 centimètres de diamètre.
En mai 1858, la pose du cuvelage dodécagonal, composé de faces de 94 centimètres de large et d'une hauteur totale de 98,50 mètres est achevée. Mais ce cuvelage est fragile, il finit par laisser passer de l'eau, une petite pompe actionnée par une machine à vapeur de quatre chevaux est installée à 104 mètres de la surface, en juin 1873. Elle recueille entre 100 et 120 m3 d'eau par jour dans un batardeau.

## Exploitation

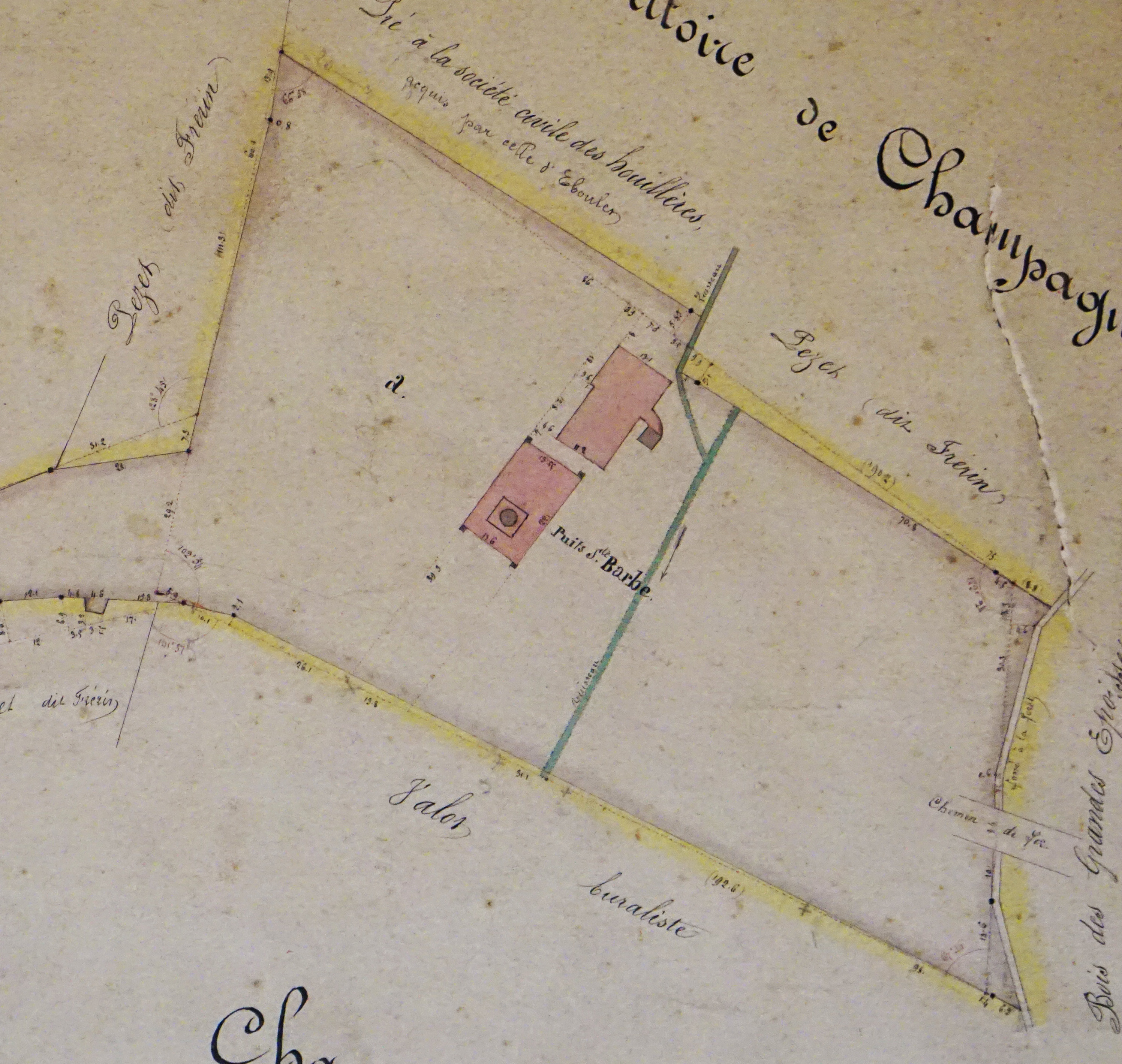
Plan des installations avant la construction du ventilateur Lemielle.

Le 1er juin 1860, à 249 mètres de profondeur, le puits Sainte-Barbe rencontre la première couche de houille de 1,66 mètre d'épaisseur qui repose presque sur le terrain de transition. Une galerie de liaison est établie avec le puits Saint-Charles pour l’aérage, des travers-bancs avec les puits Sainte-Pauline et Saint-Joseph sont forés. L'aérage se fait par le ventilateur installé au puits no 7.
Le moteur de 60 ch qui entraîne la machine d'extraction provient de la machine à taquets de Saint-Charles, il actionne les bobines par l'intermédiaire d'engrenages. En août 1861, une voie ferrée dite des « nouveaux puits » est construite et permet de relier le puits au réseau ferré des houillères. La production de charbon s'élève à 26 292,5 tonnes en 1861 et 8 000 tonnes en 1863.
En 1863, le puits est approfondi pour creuser un travers-banc. La production annuelle est comprise entre 20 000 et 24 000 tonnes de houille environ. Mais le puits rencontre un gisement de piètre qualité, limité au nord et à l'est par des soulèvements, à l'ouest et au sud par les travaux des puits Saint-Charles et Saint-Joseph. Finalement, de grandes réserves sont découvertes dans la deuxième couche bien que la qualité du charbon y soit médiocre. Dès septembre 1872, l’exploitation cesse au puits Sainte-Barbe.

## Aérage
Afin de ne pas surcharger le ventilateur du puits no 7, un ventilateur Lemielle est mis en service au puits Sainte-Barbe en juin 1869. Ce ventilateur fournit un débit de 12 m3/s, ce qui est suffisant pour les travaux de Sainte-Pauline peu étendus et peu grisouteux. Le puits Sainte-Barbe servant de sortie d'air, son orifice est fermé par des clapets mobiles qui sont soulevés par les cages d'extraction lorsque celles-ci atteignent la recette de surface. Après l'arrêt de l'extraction en 1872, le puits reste ouvert pour l'aérage des travaux de Sainte-Pauline,.
Le puits ferme en 1884 en même temps que son voisin (Sainte-Pauline), il est alors remblayé avec du schiste.

## Vestiges
Dans les années 1970 et 1980, le carreau du puits accueille les installations criblage-lavage d'une sablière exploité à proximité immédiate,.
Au début du XXIe siècle, le puits est localisé dans une clairière proche des ballastières de Champagney, en bordure du bois des Époisses. Un centre équestre y a ouvert vers 2010 avant de fermer octobre 2014,.
Le tracé de l'ancienne voie ferrée est un chemin traversant le bois des Époisses. Ce chemin fait partie du parcours de santé de ce bois. Un panneau explicatif évoquant l'histoire des puits Sainte-Pauline et Sainte-Barbe est installé à l'automne 2017 au début du parcours.

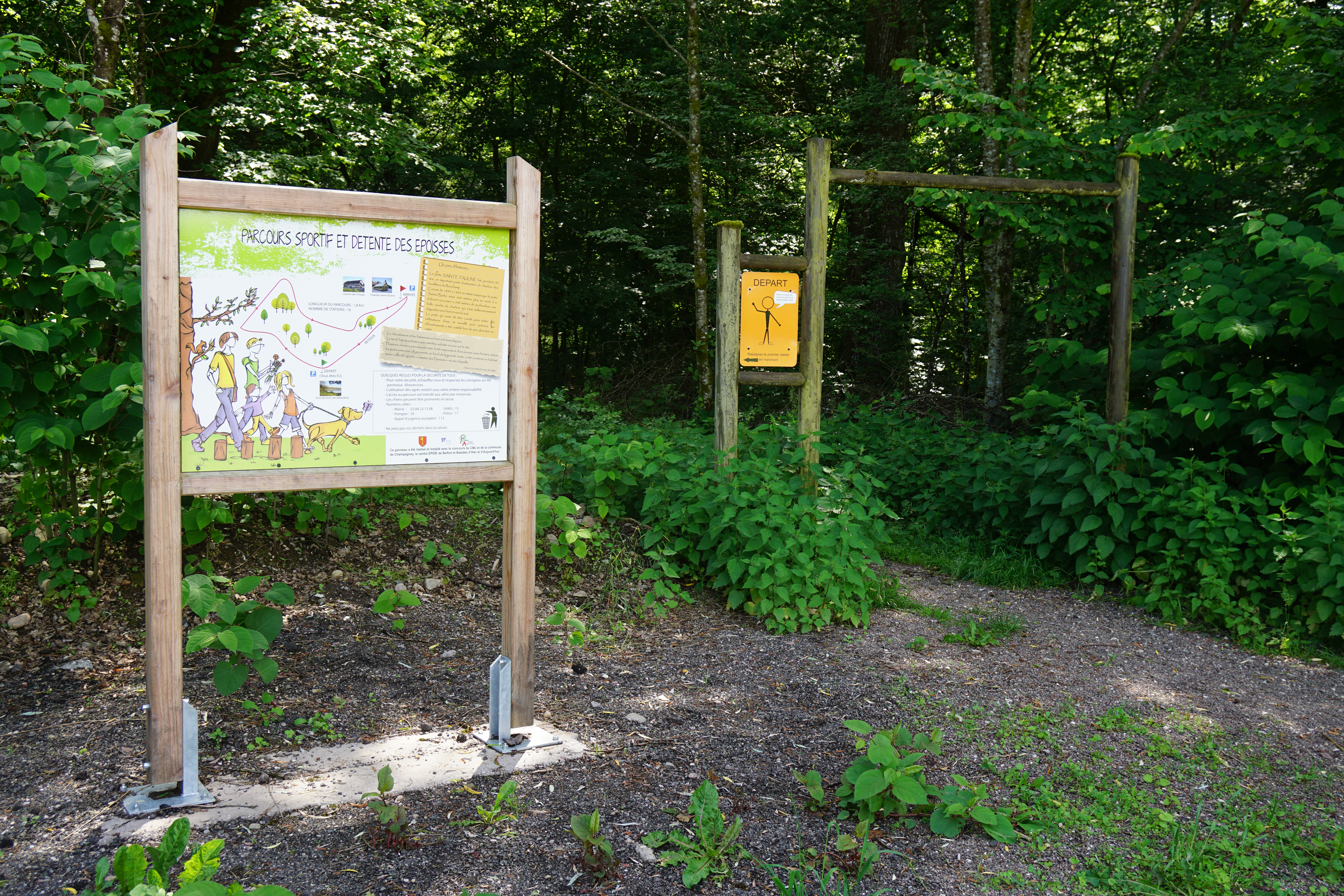
Le panneau évoquant le puits à l'entrée du parcours de santé.
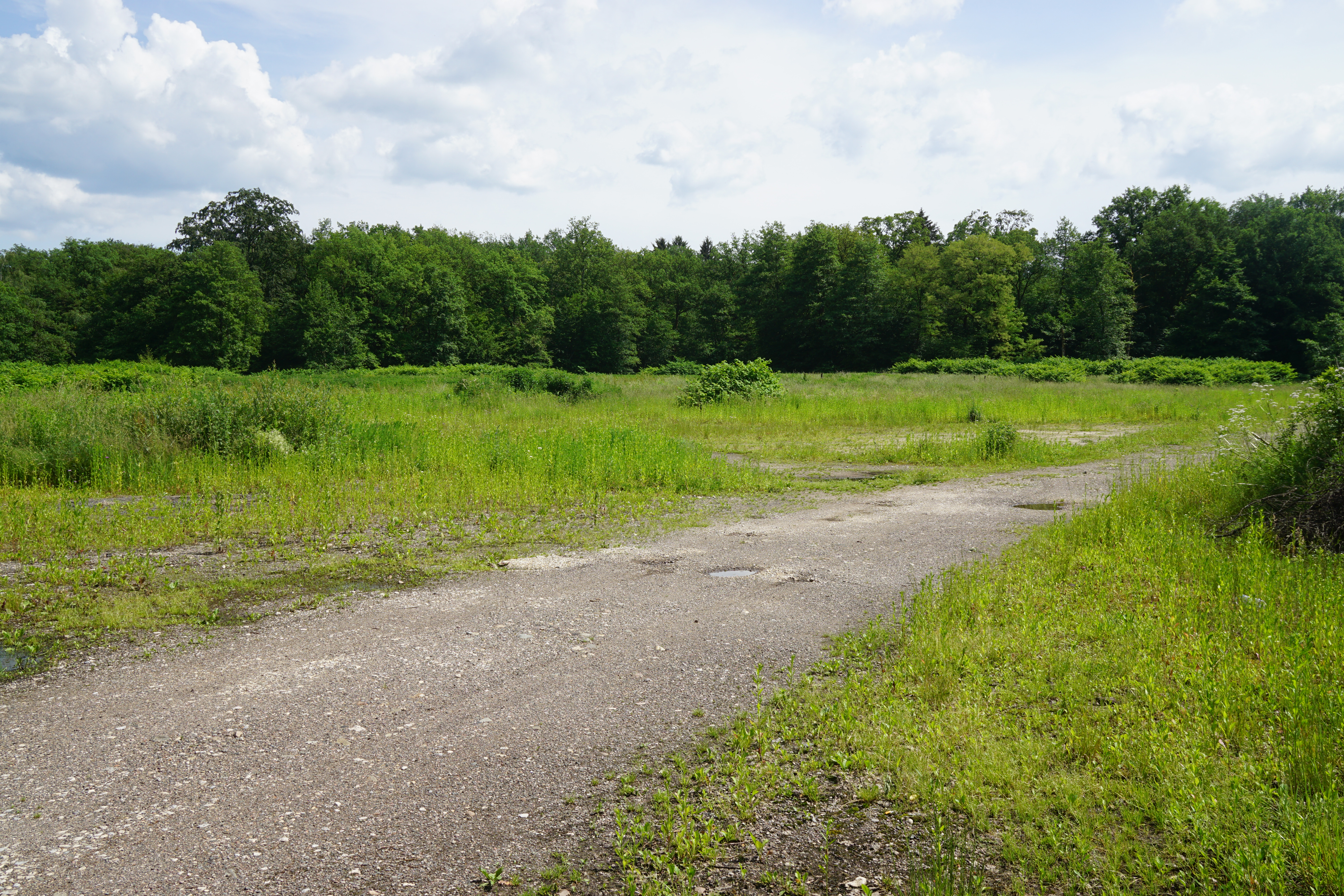
Vue générale du site du puits (point de vue similaire à la photo de 1884).
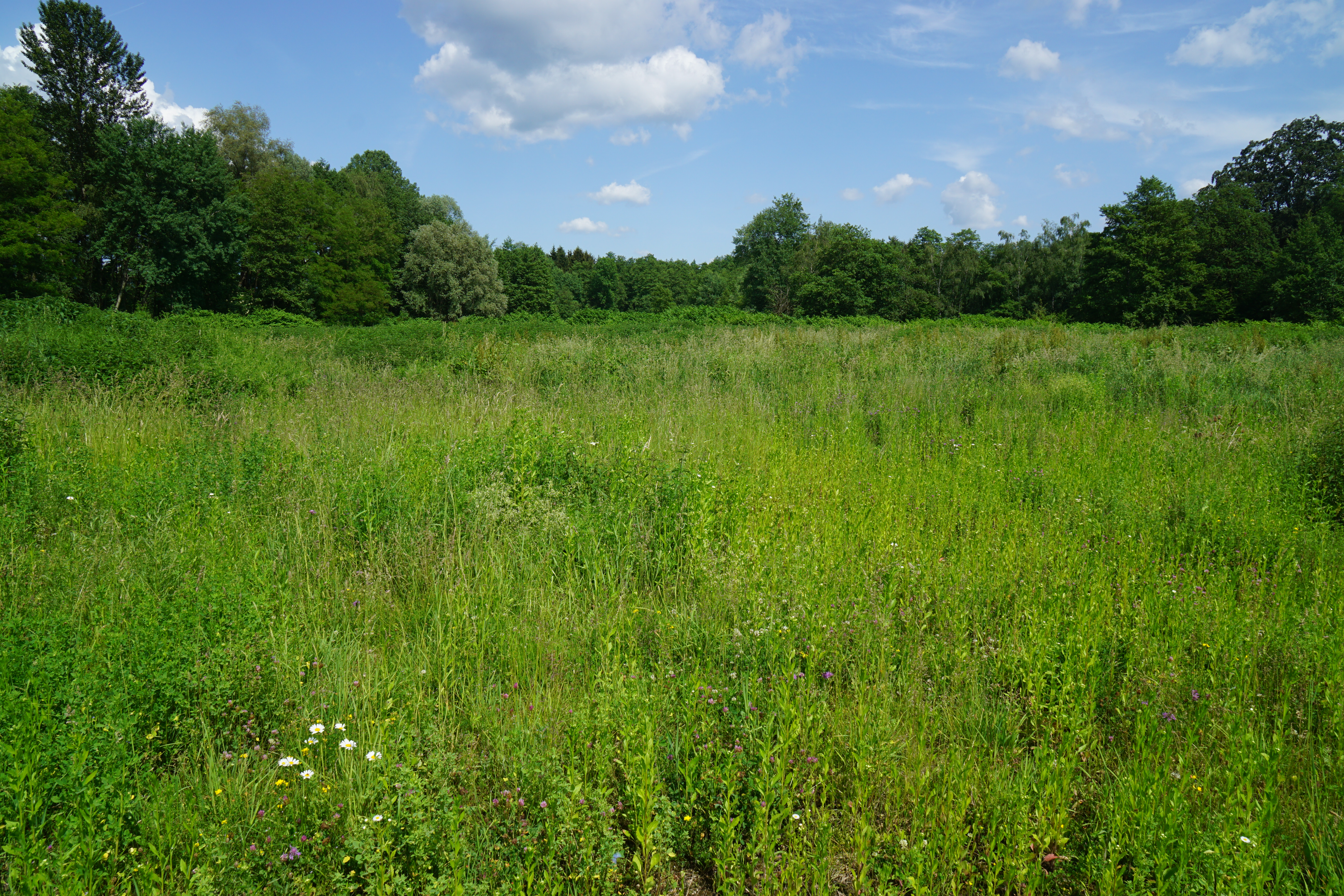
L'emplacement du puits Sainte-Barbe.
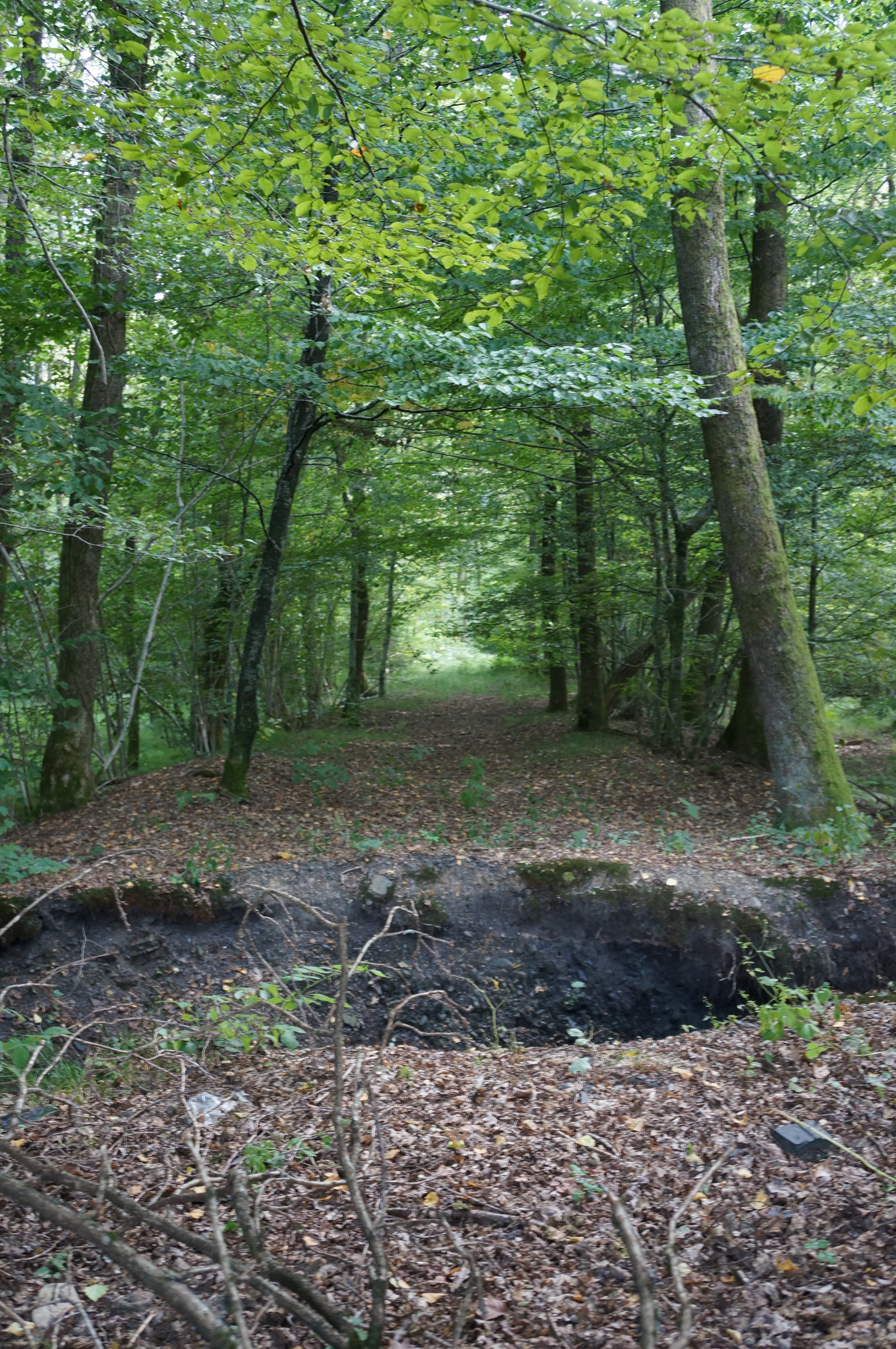
L'ancienne voie ferrée.

## Terril
Un terril plat s’étendait autour du puits. Après l’abandon de ce dernier, il est progressivement colonisé par la forêt avant d’accueillir des installations d'une sablière entre la fin des années 1960 et le début des années 1990, ce qui l'a profondément remanié et aplani. Au début du XXIe siècle, il sert de pâturage.

#### Ouvrages
- François Mathet, Mémoire sur les mines de Ronchamp

1. 1 2  p. 582.
2. 1 2  p. 583.
3. ↑  p. 584.
4. ↑  p. 585.
5. 1 2 3  p. 588-589.
6. ↑  p. 586-587.
7. ↑  p. 635.

#### Illustrations
1. ↑  « Vestige du puits Sainte-Barbe ».
2. ↑  « La voie ferrée en direction du puits », sur abamm.org.

#### Autres
1. ↑  Édouard Thirria 1869, p. 186.
2. ↑  Société de l'industrie minérale 1882, p. 676.
3. ↑  Michel Godard 2012, p. 336.
4. ↑  « Fiche détaillée (BRGM) : FRC7002324, Carrière de matériaux alluvionnaires - sablière - Ets Martial Marques », sur ficheinfoterre.brgm.fr, BRGM (consulté le 23 octobre 2024).
5. ↑  « Missions de photographie aérienne de l'IGN », sur remonterletemps.ign.fr par l'IGN (consulté le 23 octobre 2024).
6. ↑  « L’écurie des ballastières met pied à terre », sur L'Est républicain, 20 octobre 2014.
7. 1 2  Missions de photographie aérienne disponibles sur Géoportail par années.
8. ↑  « Un parcours de santé moderne et visible », sur L'Est républicain, 28 novembre 2017.